# Carineogammarus makarovi
Carineogammarus makarovi är en kräftdjursart som först beskrevs av Bulycheva 1952.  Carineogammarus makarovi ingår i släktet Carineogammarus och familjen Anisogammaridae. Inga underarter finns listade i Catalogue of Life.